# Senak'i
Senak'i in georgiano სენაკი? è una città nella regione Mingrelia-Alta Svanezia nell'ovest della Georgia.
Durante l'era Sovietica, la città era conosciuta come Tskhakaia, dal 1933 al 1976 venne denominata Mikha Tskhakaya (in georgiano მიხა ცხაკაია?), in onore del leader rivoluzionario comunista Mikhail Tskhakaya.
La seconda divisione fanteria dell'esercito georgiano è stazionata vicino Senak'i.
Nel 1998 Senak'i fu il centro di un ammutinamento militare ed è stato teatro di guerra durante la Seconda guerra in Ossezia del Sud nel 2008.